# Stevns Klint
Les Stevns Klint, toponyme danois signifiant littéralement en français « les falaises de Stevn », est une falaise fossilifère de craie blanche située à environ six kilomètres au sud-ouest de Store Heddinge (en), sur l'île de Seeland, au Danemark.

## Géographie
Elle s'étend sur près de quinze kilomètres le long de la côte et est d'une importance géologique particulière car c'est l'une des limites Crétacé-Tertiaire (limite K-T) les mieux exposées au monde. C'est également un témoignage de l'impact de « la chute de la météorite de Chicxulub » vraisemblablement à l'origine de l'extinction Crétacé-Tertiaire.

## Patrimoine mondial
Le 23 juin 2014, les Stevns Klint sont inscrites sur la liste du patrimoine mondial de l'UNESCO,.